# Leo Eichstaedt
Leo Eichstaedt (* 24. November 1855 in Pien, Kreis Kulm; † 27. April 1929) war ein deutscher Richter und Parlamentarier.

## Leben
Leo Eichstaedt studierte an der Friedrich-Wilhelms-Universität Rechtswissenschaften und wurde 1879 im  Corps Marcomannia Breslau aktiv. Er wechselte an die Universität Leipzig, wo er sich 1880 auch dem Corps Guestphalia Leipzig anschloss.  Er beendete das Studium an der Friedrich-Wilhelms-Universität zu Berlin. Er trat nach den Examen in Preußens Rechtspflege und wurde Amtsgerichtsrat in Marienwerder. Von 1904 bis zu seinem vorzeitigen Ausscheiden am 1. September 1909 saß Eichstaedt für den Wahlkreis Marienwerder 1 (Stuhm, Marienwerder) im Preußischen Abgeordnetenhaus. Von 1906 bis 1909 war er Schriftführer des Parlaments. Er gehörte der Fraktion der Freikonservativen Partei an. Zuletzt war er Syndikus der Neuen Westpreußischen Landschaft in Marienwerder.

## Auszeichnungen
- Charakter als Geheimer Justizrat[2]